# Hello! Project Shirogumi
Hello! Project Shirogumi (groupe blanc) est le nom d'un groupe de J-pop formé à titre provisoire le temps d'une mini-tournée japonaise en 2005, constitué de la moitié des membres du Hello! Project, l'autre moitié formant le groupe sœur Hello! Project Akagumi (groupe rouge) menant sa propre tournée indépendamment. C'est la première fois qu'une tournée commune du Hello! Project ne se déroule pas avec la totalité des membres, désormais trop nombreuses, lors d'un même spectacle. Les années suivantes, elles seront désormais séparées en deux autres formations: Elder Club (les anciennes) et Wonderful Hearts (les nouvelles).

## Membres
| Berryz Koubou - Saki Shimizu - Momoko Tsugunaga - Chinami Tokunaga - Maasa Sudou - Miyabi Natsuyaki - Maiha Ishimura - Yurina Kumai - Risako Sugaya | Solistes - Yuko Nakazawa - Kei Yasuda - Maki Goto - Atsuko Inaba - Yuki Maeda - Ayaka Kimura (Coconuts Musume) | W (Double You) - Nozomi Tsuji - Ai Kago |

## Concert
Hello! Project 2005 Winter ~A HAPPY NEW POWER! Shirogumi~  -
- 1 : OPENING
- 2 :  Dekkai Uchuu ni Ai ga Aru  -  par  Hello! Project Shirogumi
- 3 :  The Peace!  -  par  Hello! Project Shirogumi
- 4 :  Yeah! Meccha Holiday  -  par  Hello! Project Shirogumi
- 5 : MC 1
- 6 :  Robokiss  -  par  W
- 7 :  Hare Ame Nochi Suki  -  par  Maki Goto, Kei Yasuda, Yuki Maeda, Yuko Nakazawa
- 8 :  Koi wo Shichaimashita!  -  par  Miyabi Natsuyaki, Maasa Sudou, Nozomi Tsuji, Yurina Kumai
- 9 :  Minimoni. Jankenpyon!  -  par  Risako Sugaya, Maiha Ishimura, Saki Shimizu, Momoko Tsugunaga
- 10 :  Ai no Sono ~Touch My Heart!~  -  par  Ayaka Kimura, Maki Goto
- 11 : Mc 2
- 12 :  Akai Nikkichou  -  par  Nozomi Tsuji, Yurina Kumai, Atsuko Inaba, Kei Yasuda
- 13 :  Momoiro Kataomoi  -  par  Miyabi Natsuyaki, Atsuko Inaba
- 14 :  Koi no Telephone GOAL  -  par  Atsuko Inaba, Ai Kago
- 15 :  Genshoku GAL Hade ni Yukube!  -  par  Ai Kago, Maki Goto
- 16 :  Watarasebashi  -  par  Maki Goto
- 17 : MC 3
- 18 :  Morning Coffee  -  par  Yuko Nakazawa, Ayaka Kimura, Atsuko Inaba, Risako Sugaya, Kei Yasuda
- 19 :  FIRST KISS  -  par  Nozomi Tsuji, Yuki Maeda, Miyabi Natsuyaki
- 20 :  Chokotto Love  -  par  Ai Kago, Chinami Tokunaga, Saki Shimizu
- 21 :  Shiawase Desu ka?  -  par  Maki Goto, Yuko Nakazawa, Nozomi Tsuji, Ayaka Kimura, Maasa Sudou, Risako Sugaya
- 22 : MC 4
- 23 :  Chu! Natsu Party  -  par  Momoko Tsugunaga, Yurina Kumai, Chinami Tokunaga
- 24 :  Kowarenai Ai ga Hoshii no  -  par  Atsuko Inaba, Saki Shimizu, Maiha Ishimura, Yuki Maeda, Ai Kago, Kei Yasuda, Miyabi Natsuyaki
- 25 :  Renai Revolution 21  -  par  Maki Goto, Yoko Nakazawa, Nozomi Tsuji, Ayaka Kimura, Maasa Sudou, Risako Sugaya, Momoko Tsugunaga, Chinami Tokunaga
- 26 :  Piriri to Yukou!  -  par  Atsuko Inaba, Yuki Maeda, Ai Kago, Kei Yasuda, Miyabi Natsuyaki, Saki Shimizu, Maiha Ishimura Yurina Kumai
- 27 :  LOVE Machine  -  par  Hello! Project Shirogumi
- 28 :  Koko ni Iruzee!  -  par  Hello! Project Shirogumi
- 29 :  Te wo Nigitte Arukitai  -  par  Hello! Project Shirogumi

+ encore
- 30 :  The Manpower!!!  -  par   Morning Musume  -
- 31 : MC 5
- 32 :  ALL FOR ONE & ONE FOR ALL!  -  par  H.P All Stars  -